# 燕榮
燕荣（6世纪—603年），字贵公，隋朝将领，华阴弘农人。

## 生平
燕荣之父燕偘，北周大将军。燕荣性情刚直严格，有武艺，在北周为内侍上士。从周武帝伐北齐，以功授为开府仪同三司，封高邑县公。隋朝建立后，进位大将军，封落丛郡公，拜晋州刺史。跟随河间王杨弘击突厥，以功拜为上柱国，转任青州总管。燕荣在青州，选很有力气的人为役卒，官民路过青州，必加盘问，动辄拷打他们，重创多见骨头。奸人盗贼收敛行迹，境内安定。其他州县的人行路经过他的地盘，害怕他好像害怕仇敌，不敢休息。隋文帝认为他很好。后入京朝觐，特加慰劳勉励。燕荣以母亲年老，请每年入朝，隋文帝同意了。辞行时，文帝在内殿赐宴，诏王公作诗为他饯行。
隋文帝要出师讨伐陈朝，任命晋王杨广、秦王杨俊、清河公杨素三人都为行军元帅，命令杨广统率军队从六合出发，杨俊统率军队从襄阳出发，杨素统率军队从永安出发。以青州总管燕荣为行军总管，统率军队从东海出发，荆州刺史刘仁恩统率军队从江陵出发，蕲州刺史王世积统率军队从蕲春出发，庐州总管韩擒虎统率军队从庐江出发，吴州总管贺若弼统率军队从广陵出发，共有行军总管九十位，兵力五十一万八千人，都受晋王杨广的节度指挥。燕荣率水军自东莱入海，入太湖，取吴郡。南陈吴州刺史萧瓛甚得民心，陈朝灭亡后，吴地人民推举他为首领，割据自立，隋朝右卫大将军宇文述统率行军总管元契、张默言等率军讨伐。燕荣率领水军从东海赶来参战，南陈永新侯陈君范从晋陵投奔萧瓛，合军抗拒宇文述的军队。宇文述的军队快到时，萧瓛在晋陵城东面建立栅栏，留下军队抗拒宇文述，并派遣部将王褒守吴州，自己则率领大军从义兴进入太湖，打算从背后袭击宇文述的军队。宇文述进兵攻破晋陵城东营栅，然后回兵攻打萧瓛，大败萧瓛的军队；又派遣军队从别道攻打吴州，王褒换上道士衣服弃城逃走。萧瓛率领残余部队退保包山，又被燕荣打败。萧瓛带领左右数人藏匿百姓家中，被人抓获。晋陵、会稽全部平定。燕荣检校扬州总管。
不久燕荣被征召为右武候将军。突厥犯边，燕荣担任行军总管，屯守幽州。突厥突利可汗通过长孙晟上奏说都蓝可汗制造攻城器械，打算进攻大同城。于是隋文帝下诏任命汉王杨谅为元帅，命令尚书左仆射高颎率军从朔方道出塞，尚书右仆射杨素率军从灵州道出塞，上柱国燕荣率军从幽州道出塞，攻打突厥都蓝可汗。后来因为母亲守丧去职。第二年，起为幽州总管。燕荣性情严酷，有威容，长史见到他，无不惊慌失措。范阳卢氏，世代为大姓，燕荣任命他们为吏卒来屈辱他们。鞭笞身边的人往往到上千下，流血在前，他自己照样吃喝。巡视部属，看到路旁长的一丛丛荆条，认为可以作杖，命人取来，立即就以人来试。有人说自己无罪，燕荣就说：“以后你有罪再免掉你受杖刑。”不久这人有了过失，燕荣又要鞭打他，被打的人说：“上次被打，您答应以后有罪就宽恕我。”燕荣说：“无罪尚且要打，何况有罪呢！”燕荣鞭打人却神情自若。
燕荣每巡察管内，听说官员及百姓妻女有美色，就住在他家而奸淫。日益贪暴放纵。观州长史元弘嗣调为幽州长史，他怕受到燕荣的侮辱，坚决推辞。文帝就命令燕荣说：“元弘嗣凡犯打十杖以上的罪过，都必须上报给我。”燕荣气忿地说：“这小子怎敢耍弄我！”于是他派元弘嗣监管收储粮食，风吹走一糠一秕，都要责罚元弘嗣。每次鞭打数虽不满十，但一天有时要打好几次。这样过了几年，燕荣与元弘嗣的矛盾日益加深，燕荣就把元弘嗣投入监狱，断绝元弘嗣的食粮。元弘嗣饥饿，抽棉絮加上水咽下去。元弘嗣的妻子到皇宫门口喊冤，文帝派考功侍郎刘士龙去调查，回报燕荣为政暴虐，贪赃枉法，声名狼藉。文帝将燕荣召回，命他自尽。仁寿三年（603年）八月初三，文帝将幽州总管燕荣赐死。元弘嗣代替燕荣执政，他比燕荣还要酷虐。之前，燕荣家中寝室无故有蛆虫数斛，从地里突起而出。不久，燕荣死在蛆出之处。有子燕询。燕询的儿子燕敬嗣，唐鄂郓二州刺史、昌平郡公；燕询的女儿是唐太宗的燕德妃。

## 延伸阅读
[在维基数据编辑]
 《北史·卷087》，出自李延壽《北史》
 《隋書·卷74》，出自魏徵《隋书》